# Eressa dohertyi
Eressa dohertyi là một loài bướm đêm thuộc phân họ Arctiinae, họ Erebidae.